# 2,4-ジクロロフェノキシ酢酸
2,4-ジクロロフェノキシ酢酸（2,4-ジクロロフェノキシさくさん、2,4-dichlorophenoxyacetic acid、略称 2,4-D）は、除草剤の一種である。植物ホルモンであるオーキシン様の作用を持つため、植物ホルモン剤としても使用されることがある。双子葉植物の茎頂に作用して異常な細胞分裂を発生させることによって枯らす作用があり、温度が高いほど除草効果が著しい。一方、イネ科の単子葉植物には影響を与えず（選択性除草剤）、水田や芝の除草に広く用いられている。
除草剤として市販される際には、無機塩類（ナトリウム塩類など）や有機塩類（アミン塩類）、およびエステルの製剤で提供される。

## 概要
第二次世界大戦中に英国・ハートフォードシャー州のロザムステッド農事試験場で生化学者のジューダ・ハーシュ＝カステル (Juda Hirsch Quastel) らによって、農産物の収量増加を目的として合成された。1946年には、小麦やトウモロコシ用の除草剤として販売が開始された。
現在 2,4-D は選択性・低価格・低毒性であることを利点としてさまざまな商品名で除草剤として販売が行われ、広範囲に使用されている。
毒性については、ラットでのLD50 = 375 または 666 mg/kg が得られている。人間に対する毒性としては、肝毒性・生殖毒性などが指摘されている。
クロロ酢酸と 2,4-ジクロロフェノールの反応から合成される。このとき、副生成物として、2,4-D 以外のクロロフェノキシ酢酸類が発生する。
ベトナム戦争では、2,4,5-T などとともに枯葉剤として用いられた。この際、製造過程で副生したダイオキシン類が混在していたため、社会問題の原因となった。
水への溶解度は 0.9 g/100 mL (25 ℃)。